# Campeonato Mundial de Esquí Alpino de 2029
El XLV Campeonato Mundial de Esquí Alpino se celebrará en la localidad de Narvik (Noruega) en el año 2029 bajo la organización de la Federación Internacional de Esquí (FIS) y la Federación Noruega de Esquí.